# Numb (Usher)
Numb è un singolo del cantante statunitense Usher, pubblicato il 21 agosto 2012 come quarto estratto dal settimo album in studio Looking 4 Myself.

## Tracce
Download digitale
1. Numb – 3:46